# 디지털 밀레니엄 저작권법
디지털 밀레니엄 저작권법(영어: Digital Millennium Copyright Act, DMCA)은 미국에서 1998년에 제정된 저작권법이다.

## 통지와 삭제 절차
저작권을 주장하는 사람이 온라인사업자에게 자신의 저작물이 허락 없이 올라가 있다는 사실을 소명하면 온라인사업자는 그 소명을 진정한 것으로 생각하고 즉각 해당 저작물을 삭제해야 한다. 이 절차를 성실하게 따르기만 하면 온라인사업자는 저작권 침해에서 벗어나게 된다. 저작 권리를 보유하지 않은 제3자의 디지털 밀레니엄 저작권법의 허위 청구로 손해를 입은 경우, 위증의 죄에 따라 처벌될 수 있다.

## 공정 이용
저작권법에 정통한 정보 기술 전문 변호사 데니스 케네디는, "DMCA의 공정 이용(fair use) 조항의 보호를 받기 위해서는 해당 저작물을 비상업적인 용도로 사용해야 한다."고 설명한다.

## 판례
2008년 8월, 미국 캘리포니아 산호세 지방 법원은 UCC에 사용된 음악이 디지털 밀레니엄 저작권법상의 공정 이용에 해당한다며 저작권자는 UCC 삭제를 요구할 수 없다고 판결했다.

## 같이 보기
- 저작권법
- 공정 이용